# Târnova (Caraș-Severin)
Târnova é uma comuna romena localizada no distrito de Caraș-Severin, na região histórica do Banato (parte da Transilvânia). A comuna possui uma área de 49.66 km² e sua população era de 1821 habitantes segundo o censo de 2007.